# トパーズカップ
トパーズカップは、岩手県競馬組合が盛岡競馬場で施行する地方競馬の重賞競走である。

## 概要
1986年に旧盛岡競馬場ダート1800mの旧4歳（現3歳）限定の特別競走として創設される。
翌1987年からは暮れの水沢競馬場での開催に移設。この間、1993年から1995年まではダート1900m、1996年から1999年まではダート1600mへと施行距離を度々変更してきた。
2000年に盛岡競馬場での開催に移行されるとともにダート1200mの重賞競走に昇格されたが、2003年をもって開催休止となる。
2025年2月13日に発表された、2025年度の岩手競馬開催日程において22年ぶりに本競走が再開されることとなった。格付けはM2、施行距離は1800mとなる。

## 歴代優勝馬
- 重賞に昇格した2000年以降。
- 2000年以前の優勝馬の馬齢は旧表記を用いる。

| 回数   | 施行日         | 競馬場 | 距離   | 優勝馬           | 性齢 | 所属 | 勝時計 | 優勝騎手 | 管理調教師 | 馬主     |
| ------ | -------------- | ------ | ------ | ---------------- | ---- | ---- | ------ | -------- | ---------- | -------- |
| 第21回 | 2000年11月12日 | 盛岡   | D1200m | ガッサンヒカリ   | 牡4  | 盛岡 | 1:14.3 | 菅原勲   | 櫻田浩三   | 西村専次 |
| 第22回 | 2001年10月7日  | 盛岡   | D1200m | メグミウイナー   | 牡3  | 水沢 | 1:13.1 | 西康志   | 佐々木由則 | 飯川昌春 |
| 第23回 | 2002年10月20日 | 盛岡   | D1200m | スズランロード   | 牝3  | 水沢 | 1:14.2 | 小林俊彦 | 小林義明   | 太田廣司 |
| 第24回 | 2003年11月2日  | 盛岡   | D1200m | ウツミジョーダン | 牡3  | 水沢 | 1:13.0 | 小林俊彦 | 村上佐重喜 | 内海政行 |

### 各回競走結果の出典
- トパーズカップ 歴代優勝馬 - 地方競馬全国協会
- JBISサーチ
  - 2000年、2001年、2002年、2003年